# St. Franziskus Xaverius (Kaunas)

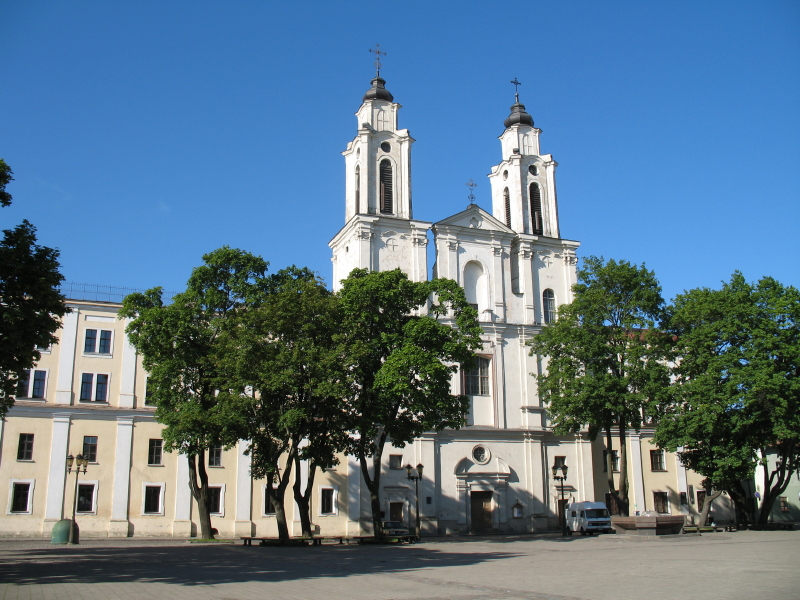
St. Franziskus Xaverius in Kaunas

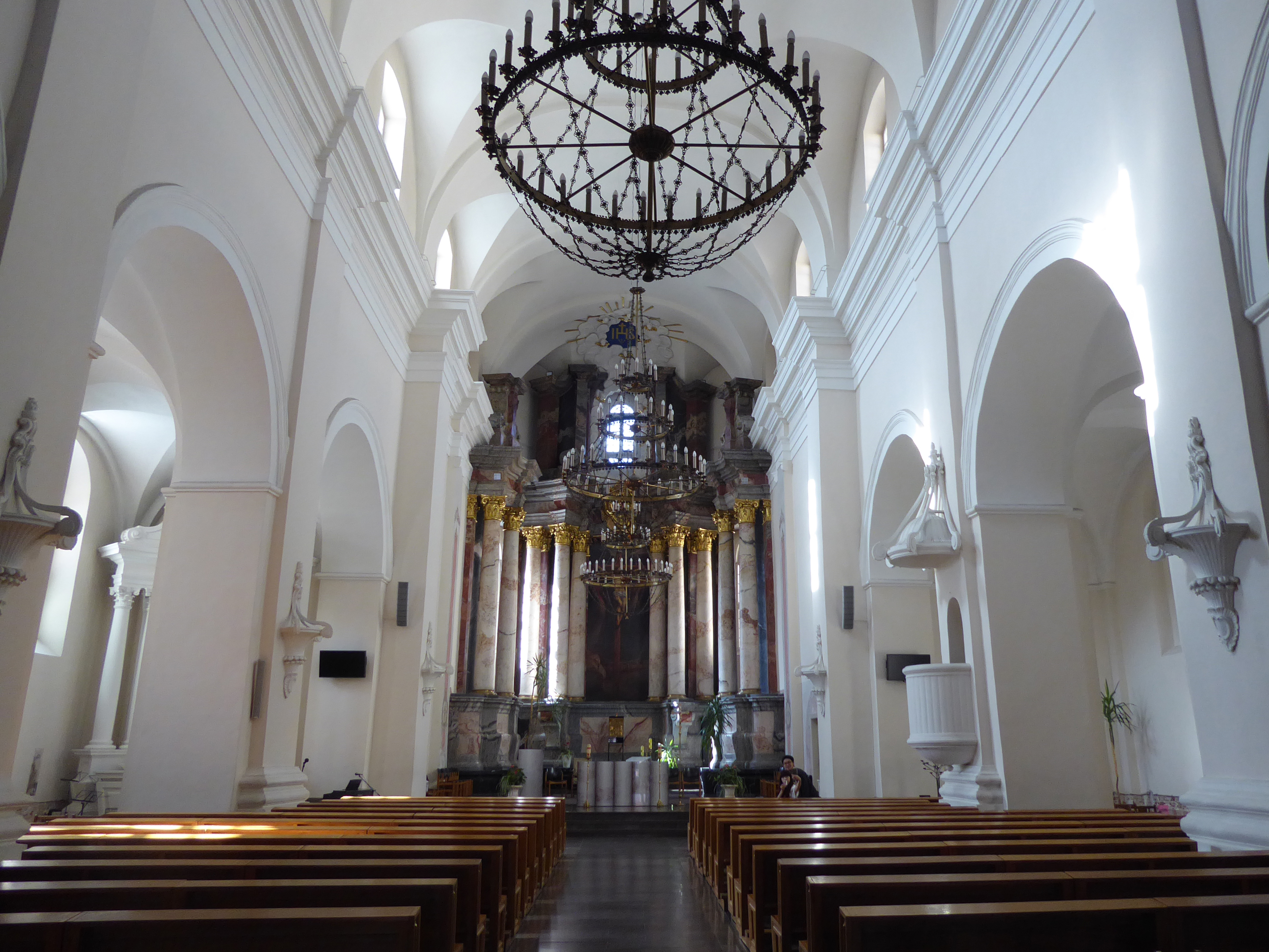
Innenansicht

St. Franziskus Xaverius ist eine römisch-katholische Jesuitenkirche in der zweitgrößten litauischen Stadt Kaunas, am Rathausplatz Kaunas in der Altstadt Kaunas. Die Kirche trägt das Patrozinium des heiligen Franz Xaver. Hier finden unterschiedliche Veranstaltungen und Musikfestivals (wie das Pažaislis-Festival und „Musica sacra“) statt.

## Geschichte
Eine hölzerne Kapelle und ein Wohnhaus wurden 1660 gebaut. Eine von den Jesuiten gegründete vierklassige Schule wurde 1646 eröffnet. Im Jahr 1666 begannen die Jesuiten mit dem Bau einer Steinkirche. Das Baugerüst brannte 1668 ab. Die Kirche wurde 1720 unter der Obhut von Pater Francis Milvydas erbaut und die Türme 1725. Das Kirchendach, die Gewölbe und der Turm stürzten ein. Der Turm wurde von 1746 bis 1751 wieder aufgebaut, die Gruft wurde 1752 angelegt und die Fundamente des Hochaltars wurden gelegt. In den Jahren von 1753 bis 1754 wurden drei neue Steinaltäre errichtet.